# Santa Luċija
Santa Luċija – jedna z jednostek administracyjnych na Malcie.